# Eligma orthoxantha
Eligma orthoxantha är en fjärilsart som beskrevs av Oswald Beltram Lower 1903. Eligma orthoxantha ingår i släktet Eligma och familjen trågspinnare. Inga underarter finns listade i Catalogue of Life.